# Gymnastiek op de Olympische Zomerspelen 2020 – Paard voltige mannen
De paard voltige voor de mannen op de Olympische Zomerspelen 2020 in Tokio vond plaats op 24 juli (kwalificatie) en op 1 augustus 2021 (finale). Max Whitlock won met 15.583 de Olympische medaille het zilver was voor de Taiwanees Lee Chih-kai, De Jappaner Kazuma Kaya behaalde de bronzen medaille. 

## Format
Alle deelnemende turners moesten een kwalificatie-oefening turnen. De beste acht deelnemers gingen door naar de finale. Echter mochten er maximaal twee deelnemers per land in de finale komen. De scores van de kwalificatie werden bij de finale gewist, en alleen de scores die in de finale gehaald werden, telden.

## Uitslag
- D-score; de moeilijkheidsgraad van de oefening
- E-score; de uitvoeringsscore van de oefening
- Straf; straffen die zijn gegeven door de jury
- Totaal; D-score + E-score - straf geeft de totaalscore

### Kwalificatie
| Rang | Gymnast          | Gymnast | D-score | E-score | Straf | Totaal |    |
| ---- | ---------------- | ------- | ------- | ------- | ----- | ------ | -- |
| 1    | Lee Chih-kai     | TPE     | 6.4     | 8.866   |       | 15.266 | Q  |
| 2    | Rhys McClenaghan | IRL     | 6.5     | 8.766   |       | 15.266 | Q  |
| 2    | Kohei Kameyama   | JPN     | 6.5     | 8.766   |       | 15.266 | Q  |
| 4    | Alec Yoder       | USA     | 6.4     | 8.800   |       | 15.200 | Q  |
| 5    | Max Whitlock     | GBR     | 6.8     | 8.100   |       | 14.900 | Q  |
| 6    | Sun Wei          | CHN     | 6.3     | 8.533   |       | 14.833 | Q  |
| 7    | Kazuma Kaya      | JPN     | 6.4     | 8.433   |       | 14.833 | Q  |
| 8    | Daiki Hashimoto  | JPN     | 6.5     | 8.266   |       | 14.766 | –  |
| 9    | David Beljavskij | ROC     | 6.4     | 8.333   |       | 14.733 | Q  |
| 10   | Matvei Petrov    | ALB     | 6.5     | 8.233   |       | 14.733 | R1 |
| 11   | Joe Fraser       | GBR     | 6.3     | 8.366   |       | 14.666 | R2 |
| 12   | Zou Jingyuan     | CHN     | 5.9     | 8.700   |       | 14.600 | R3 |

Reserve
- Matvei Petrov  ALB
- Joe Fraser   GBR
- Zou Jingyuan  CHN

Niet door wel voldoende punten
Slechts twee gymnasten uit elk land mogen door naar de finale. De gymnast die zich niet kwalificeerde voor de finale vanwege het quotum, maar wel voldoende hoge scores had om dat wel te doen, was:
- Daiki Hashimoto  JPN

### Finale
| Rang   | Gymnast          | Gymnast | D-score | E-score | Straf | Totaal |
| ------ | ---------------- | ------- | ------- | ------- | ----- | ------ |
| Goud   | Max Whitlock     | GBR     | 7.0     | 8.583   |       | 15.583 |
| Zilver | Lee Chih-kai     | TPE     | 6.7     | 8.700   |       | 15.400 |
| Brons  | Kazuma Kaya      | JPN     | 6.6     | 8.300   |       | 14.900 |
| 4      | David Beljavskij | ROC     | 6.4     | 8.433   |       | 14.833 |
| 5      | Kohei Kameyama   | JPN     | 6.8     | 7.800   |       | 14.600 |
| 6      | Alec Yoder       | USA     | 6.4     | 8.166   |       | 14.566 |
| 7      | Rhys McClenaghan | IRL     | 6.4     | 6.700   |       | 13.100 |
| 8      | Sun Wei          | CHN     | 6.3     | 6.766   |       | 13.066 |

1896: Louis Zutter ·
1904: Anton Heida ·
1924: Josef Wilhelm ·
1928: Hermann Hänggi ·
1932: István Pelle ·
1936: Konrad Frey ·
1948: Paavo Aaltonen, Veikko Huhtanen, Heikki Savolainen ·
1952: Viktor Tsjoekarin ·
1956: Boris Sjachlin ·
1960: Eugen Ekman, Boris Sjachlin ·
1964: Miroslav Cerar ·
1968: Miroslav Cerar ·
1972: Viktor Klimenko ·
1976: Zoltán Magyar ·
1980: Zoltán Magyar ·
1984: Li Ning, Peter Vidmar ·
1988: Dmitri Bilozertsjev, Zsolt Borkai, Ljoebomir Geraskov ·
1992: Pae Gil-su, Vitali Tsjerbo ·
1996: Donghua Li ·
2000: Marius Urzică ·
2004: Teng Haibin ·
2008: Xiao Qin · 
2012: Krisztián Berki · 
2016: Max Whitlock · 
2020: Max Whitlock · 
2024: Rhys McClenaghan